# Мартынов, Александр Максимович
Алекса́ндр Макси́мович Марты́нов (23 ноября 1911 — 26 марта 1942) — советский офицер, танкист-ас, участник Великой Отечественной войны, Герой Советского Союза.

## Биография
Родился 23 ноября 1911 года в селе Борисовка в семье рабочего. Русский.
Окончил 6 классов и школу ФЗУ. Работал слесарем на заводе в городе Харькове.
В РККА с 1933 года. Член ВКП(б)/КПСС с 1937 года. В 1939 году окончил курсы младших лейтенантов.
В начале Великой Отечественной войны лейтенант А. М. Мартынов — командир танковой роты КВ-1 16-го танкового полка 16-й танковой бригады 54-й армии Ленинградского фронта.
В октябре-ноябре 1941 года в районе Волхова немецкие войска пробивались к южному побережью Ладожского озера. В начале ноября противник силой до батальона пехоты, поддержанной миномётами и ротой танков, занял деревню Жупкино Волховского района Ленинградской области и стал продвигаться в северо-западном направлении. 8 ноября 1941 года отряд из двух рот 6-й бригады морской пехоты при поддержке танка КВ-1 (А. М. Мартынов) и двух танков Т-26 перешёл в контратаку. А. М. Мартынов проявил военную тактическую хитрость, открыв огонь из засады по нескольким (по одним сведениям — по 8, по другим — по 14) немецким танкам. В результате чего сумел подбить 5 танков, а 3 — захватить и в полной исправности доставить в расположение своей части. Вскоре эти машины были отремонтированы и воевали в составе 16-й танковой бригады.
За этот подвиг 10 февраля 1943 года посмертно удостоен звания Героя Советского Союза.
Командир танкового взвода старший лейтенант А. М. Мартынов погиб в бою 26 марта 1942 года.

## Награды
- Медаль «Золотая Звезда» Героя Советского Союза (10 февраля 1943, посмертно);
- орден Ленина (10 февраля 1943, посмертно).

## Семья
Жена Ольга Александровна Мартынова (род. 1911) проживала в городе Харьков.

## Память
9 мая 2005 года в посёлке Борисовка Белгородской области открыта Аллея Славы, на которой установлен бюст Героя Советского Союза А. М. Мартынова.
Похоронен в братской могиле в посёлке Новая Малукса Кировского района Ленинградской области.